# Black Lips
Black Lips (с англ. — «Чёрные губы») — американская гаражная рок-группа из Атланты, образованная в 1999 году. Она известна своими провокационными выходками во время живых выступлений на раннем этапе.

## История
Группа образовалась в Данвуди, штат Джорджия, после того, как гитарист Коул Александр и басист Джаред Суилли покинули Renegades, а гитарист Бен Эбербо — Reruns. Александр и Суилли были известны своими грубыми выходками как на концертах, так и в школе. Их выгнали из школы в выпускном классе после трагедии в Колумбайне в 1999 году, поскольку они считались «угрозой субкультуры». Барабанщик Джо Брэдли, который учился в колледже после досрочного окончания средней школы, присоединился к ним несколько месяцев спустя. В 2002 году они выпустили свой первый семидюймовый релиз, записанный в 2000 году с продюсером и гитаристом Эриком Ганьоном из The El Caminos. Семидюймовый релиз включал в себя песни «Ain't Coming Back», «B 52 Bomberboy», «Can't Get Me Down» и «Stone Cold». Все они были записаны, сведены и отмастированы Ганьоном, и выпущены на их собственном лейбле Die Slaughterhaus. Всего за несколько дней до начала тура в декабре 2002 года гитарист Бен Эбербо ехал на машине, когда его сбил пьяный водитель, и он погиб. Группа продолжила играть, полагая, что Эбербо захочет, чтобы они продолжали играть.
Дебютный полноформатный альбом группы, Black Lips!, вышел на лейбле Bomp! Records в 2003 году. В рамках этого трибьют-альбома, посвящённого Бену Эбербо как талантливому музыканту, группа выпустила ещё три песни из своего сета с Ганьоном (2000-го года): «Stone Cold» (с Ганьоном на басу), «Can't Get Me Down» и «Everybody Loves A Cocksucker» уже были сведены и отмастированы Эриком Ганьоном. Они поступили благоразумно, сделав ремастеринг «Stone Cold», переставив каналы с оригинального двухдорожечного микса — хитрый способ избежать юридических проблем со стороны проницательного продюсера. В 2000 году Джаред Суилли прошёл курс реабилитации во время студийной сессии с Эриком Ганьоном, поэтому Коул Александр попросил Эрика Ганьона сыграть на басу как в студии, так и во время живого выступления в клубе The Earl (Атланта, Джорджия). Эрик Ганьон согласился, при условии, что ему больше не придётся записывать фейерверки в его студии («Ain't Coming Back»). Блюзовая гитара Бена Эбербо берёт верх над их ранними работами ~ Эрик Ганьон идеально подходил для этих молодых людей ~ обладая талантом к блюзу, Эрик играет на гитаре Бена. После смрети Бена Эбербо в 2002 году его наследие было заполнено Джеком Хайнсом, другом участников группы, и они записали свой второй студийный альбом We Did Not Know the Forest Spirit Made the Flowers Grow с ним. Хайнс покинул группу в 2004 году, чтобы остепениться со своей женой. Иэну Сент-Пе, который в то время учился в Мемфисском университете на музыкальном факультете, позвонили из группы и спросили, не хочет ли он немедленно присоединиться к ним в туре. Пе, который провёл свои двадцать с небольшим, покупая алкоголь для своих тогда ещё несовершеннолетних будущих коллег по группе, бросил школу и принял предложение группы. В 2005 году они выпустили ещё два 7-дюймовых винила на лейбле Slovenly Recordings. Эрик Ганьон спродюсировал «Stuck In My Mind» и «Does She Want», которые были записаны, сведены и отмастированы Ганьоном в 2000 году. Постепенно у группы появилась фан-база, которая оценила их грубоватую смесь блюза, рока, ду-вопа, кантри и панка. В 2006 году они привлекли к себе внимание всей страны, благодаря публикациям в журналах Spin и Rolling Stone. О группе написала газета The New York Times во время музыкального фестиваля South by Southwest в Остине, штат Техас, в рамках которого они отыграли дюжину концертов за три дня.
Их дебютный альбом на лейбле Vice Records, Los Valientes del Mundo Nuevo, вышел в феврале 2007 года. Предполагается, что запись была сделана в баре в Тихуане, Мексика, но фанаты, музыканты и журналисты выразили сомнения в этом утверждении и предположили, что часть или большая часть записи была сделана в студии с Джоном Рейсом. Отвечая на эти обвинения, Суилли заявил, что Рейс записал выступление вживую, используя звуковую панель, микрофоны и компьютер, стратегически размещённые рядом со сценой. Сент-Пи сказал, что группе пришлось использовать двенадцать из двадцати концертных фрагментов с выступления в Тихуане, которое он назвал «абсолютно сумасшедшим». В сентябре 2007 года вышел их второй студийный альбом на лейбле Vice под названием Good Bad Not Evil. The Black Lips дебютировали на американском национальном телевидении в октябре 2007 года в программе «Поздняя ночь с Конаном О'Брайеном», исполнив песню «O Katrina». В мае 2008 года группа Black Lips дебютировала на британском телевидении, исполнив песню «Bad Kids» в программе «The Wall» на BBC3. Black Lips должны были сняться в фильме «Let It Be», где они играли музыкантов вымышленной DIY-группы 1980-х годов под названием The Renegades. Съёмки фильма были запланированы на лето 2008 года; однако в интервью в сентябре 2008 года группа призналась, что разочаровалась в проекте после просмотра трейлера и того, как, по их мнению, их будут изображать в фильме.
В октябре 2008 года фрагмент песни группы «Veni Vidi Vici» прозвучал в премьерном эпизоде сезона телешоу «Грязные мокрые деньги» на американском канале ABC. Эту же песню планировалось использовать в рекламе британской сети супермаркетов Tesco, но, по словам группы, компания решила не заключать сделку из-за опасений по поводу текста песни. В январе 2009 года группа гастролировала по Индии. После нескольких выходок на концерте в Ченнаи группа забеспокоилась о возможном аресте и тюремном заключении за «гомосексуальные действия», поэтому они покинули город, а затем и страну. В интервью на музыкальном фестивале группа так описала произошедшее: «Они поцеловались, и из них вытащили несколько сосисок...» Компания Vice Records задокументировала поездку. После того, как группа покинула Индию, они отправились в Берлин, Германия, и записали альбом из 12 песен в стиле госпел с The King Khan & BBQ Show. Альбом был выпущен 22 сентября 2009 года под названием Almighty Defenders.
Группа Black Lips выпустила свой пятый студийный альбом 200 Million Thousand 24 февраля 2009 года на лейбле Vice Records при участии Зака, Мередит и Остина. Песни были записаны в студии New Street Studio, бывшей художественной галерее в городе Декейтер, штат Джорджия, недалеко от Атланты. В 2009 году группа отправилась в мировое турне в поддержку этого альбома. За одиннадцать месяцев они дали 122 концерта в Европе и США. Группа снялась в документальном фильме «We Fun: Atlanta, GA Inside Out». Название фильма придумал Джаред Суилли в блоге группы. Фильм дебютировал на кинофестивале в Атланте в апреле 2009 года. Black Lips исполнили песню «Arboles De La Barranca» для фильма Рудо и Курси. Шестой том сериала Burn to Shine (DVD series) Брендана Кэнти включает выступление Black Lips. Дата выхода пока не установлена.
Группа начала работу над своим шестым студийным альбомом Arabia Mountain в ноябре 2009 года. Они закончили запись альбома с продюсером Марком Ронсоном в Нью-Йорке в ноябре 2010 года. Первым синглом с Arabia Mountain стал «Modern Art».
В октябре 2019 года группа объявила о подписании контракта с лейблом Fire Records. 24 января 2020 года группа выпустила свой девятый студийный альбом Sing In A World That's Falling Apart на лейбле Fire Records в сотрудничестве с Vice. На сайте Metacritic, где публикуются рецензии, альбом имеет оценку 76 из 100, что указывает на «в целом положительные отзывы», а PopMatters описывает альбом как «почти идеальное предложение».

## Характеристики
Стиль
По мнению Allmusic, Black Lips — это группа играющая панк-рок с привкусом гаражного рока и южным акцентом, завоевавшая репутацию одной из самых самобытных групп Персикового штата. Их атака одновременно мощная и размашистая, что подчёркивает мрачный, энергичный тон их выступлений. Мрачный накал их раннего творчества лучше всего проявился в альбомах Let It Bloom (2005) и Good Bad Not Evil (2007), а их экстремальное живое выступление сохранилось в альбоме Los Valientes del Mundo Nuevo (2007). Группа экспериментировала с более чистым студийным звучанием в альбомах Arabia Mountain 2011 года (продюсером выступил Марк Ронсон) и Underneath the Rainbow 2014 года (сопродюсером выступил Патрик Карни из The Black Keys), а также добавила акценты фанка, хип-хопа и классической поп-музыки к болотистому тону альбома Apocalypse Love 2022 года.
Живые выступления
Группа Black Lips известна своими провокационными театральными выходками, включая рвоту (из-за болезни Коула), мочеиспускание, наготу, гонки на радиоуправляемых электромобилях, фейерверки, курицу, горящие гитары и другие непредсказуемые выходки. Эти выходки были вдохновлены венским акционизмом «панк-до-панка» в Австрии и скандально известным хардкор-панк музыкантом-акционистом Джи-Джи Аллином, по словам Александра. Большинство этих выходок, которые находятся в центре внимания СМИ, произошли в ранние годы группы, когда участники ещё не научились играть на своих инструментах. Частота возмутительных сценических выходок группы немного снизилась, поскольку они утверждают, что «немного повзрослели». Несмотря на частое внимание СМИ к их выходкам, Суилли говорит: «Мне это не кажется таким уж безумным. Мы никогда не приносили в жертву людей на сцене или что-то в этом роде».
Они играли в Heaven в Лондоне 16 сентября 2008 года, что закончилось классическим вторжением на сцену, и стало их самым популярным живым видео на YouTube. Группа выразила интерес к выступлениям на площадках и в странах, где обычно не выступает много рок-групп. Они сказали, что хотели бы сыграть в Африке, Южной Америке, Китае и Индонезии, но пока этого не сделали. В 2010 году группа гастролировала по Австралии, Новой Зеландии и Японии. Совместно со SPINearth.tv группа задокументировала закулисные съёмки своих скандальных выходок. В 2012 году группа провела долго обсуждаемый тур по Ближнему Востоку, который включал концерты в Ираке и нескольких других странах региона.
7 февраля 2016 года группа Black Lips выступила вживую на канале Adult Swim’s Fish Center Live во время Супербоул 50.

## Дискография
Студийные альбомы
- Black Lips! - 2003 (Bomp! Records)
- We Did Not Know the Forest Spirit Made the Flowers Grow - 2004 (Bomp! Records)
- Let It Bloom - 2005 (In The Red Records)
- Good Bad Not Evil - 2007 (Vice Records)
- 200 Million Thousand - 2009 (Vice Records)
- Arabia Mountain - 2011 (Vice Records)
- Underneath the Rainbow - 2014 (Vice Records)  Billboard 200 # 143
- Satan's Graffiti or God’s Art? - 2017 (Vice Records)
- Sing in a World That’s Falling Apart - 2020 (Fire Records/Vice Records)[31]
- Apocalypse Love - 2022 (Fire Records)

Концертные альбомы
- Live @ WFMU - 2005 (Dusty Medical Records)
- Los Valientes del Mundo Nuevo - 2007 (Vice Records)
- Live At Third Man Records - 2012 (Third Man Records)

Синглы
- "Ain't Comin' Back" 7" - 2002 (Die Slaughterhaus)
- "Freakout" 7" - 2002 (The Electric Human Project)
- "Ain't Comin' Back" 7" - 2003 (Munster Records)
- "Live at the Jam Club" 7" - 2004 (Shake Your Ass Records)
- "Does She Want" 7" - 2005 (Slovenly Recordings)
- "In and Out" 7" - 2005 (Slovenly Recordings)
- "Born to Be a Man" 7" - 2005 (Varmint Records)
- "Party at Rob's House" 7" - 2006 (Rob's House Records)
- "Born to Be a Man" 7" - 2006 Re-release with different cover (Bachelor Records)
- "Not a Problem" 7" - 2007 (Vice Records UK)
- "Cold Hands" 7" - 2007 (Vice Records UK)
- "O Katrina!" 7" - 2007 (Vice Records UK)
- "Veni Vidi Vici" 7" - 2007 (Vice Records UK)
- "O Katrina! Australian Tour" 7" - 2007 (Juvenile Records)
- "Bad Kids / Leroy Faster" 7" - 2008 (Vice Records UK)
- "Short Fuse" 7" - 2009 (Vice Records UK)
- "I'll Be with You" 7" - 2009 (Vice Records UK)
- "Disconnection/99 Victs" 7" - 2009 (Sub Pop Records Singles Club)
- "Drugs" 7" - (Vice Records UK)
- "Before You Judge Me" - (adult swim singles)
- "Modern Art" - 2011 (Vice Records)
- "Family Tree" - 2011[32]
- "Sick of You" - 2012 (Vice Records)
- "Can't Hold On" - 2017 (Vice Records)
- "Squatting in Heaven" - 2017 (Vice Records)
- "Occidental Front" (featuring Yoko Ono) - 2017 (Vice Records)
- "Crystal Night" - 2017 (Vice Records)
- "Get It On Time" - 2020 (Fire Records/Vice Records)
- "Gentleman" - 2021 (Fire Records/Vice Records)
- "No Rave" - 2022 (Fire Records)

Сплиты
- "Black Stereo/Dirt Mono" - 2006 with The Dirtbombs (Cass Records)
- "What To Do/Factory Girl" - with the Demon's Claws (Norton Records)
- "Fader" = 2007 split with YACHT
- "Christmas in Baghdad/Plump Righteous" - 2007 with The King Khan & BBQ Show (Norton Records)
- "Whirlyball" - 2007 with Baby Shakes, Gentleman Jesse & His Men, and Coffin Bound (Chunklet Magazine)
- "Live at the Clermont Lounge" - 2008 with the Subsonics (Rob's House Records)
- "MIA/Day Turns To Night/The Rest Of My Days/Little Prince - 2008 with the Carbonas, Gentleman Jesse & His Men, and Predator (Rob's House Records)
- "Best Napkin I Ever Had/The Doorway" - 2010 with Pierced Arrows (Scion AV)
- "Cowboy Knights" - 2013 with Icky Blossoms (Saddle Creek Records)[33]